# راگهیلد آموت
راگهیلد آموت (انگلیسی: Ragnhild Aamodt؛ زادهٔ ۹ سپتامبر ۱۹۸۰) بازیکن هندبال اهل نروژ است.